# Förmån (skatt)
Förmån innebär i skattehänseende alla former av ersättning för anställda som inte är kontanter. En förmån uppkommer i princip så snart arbetsgivaren bekostar en privat levnadskostnad. 
En förmån kan vara skattefri eller skattepliktig. Skattefria förmåner är i Sverige till exempel enklare motion och fika på arbetsplatsen. Exempel på skattepliktiga förmåner i Sverige är fria måltider och sedan den 1 januari 2007 lånedatorer. 